# Опака
Опака (буг. Опака) град је у Републици Бугарској, у северном делу земље, седиште истоимене општине Опака у оквиру Трговишке области.

## Географија
Положај: Опака се налази у северном делу Бугарске. Од престонице Софије град је удаљен 310 km источно, а од обласног средишта, Трговишта град је удаљен 50 km северозападно.
Рељеф: Област Опаке се налази у области побрђа, названих Лудогорје, на приближно 200 m надморске висине. Град је смештен на брдовитом подручју.
Клима: Клима у Опаци је континентална.
Воде: Опака се налази у подручју са више мањих водотока.

## Историја
Област Опаке је првобитно било насељено Трачанима, а после њих овом облашћу владају стари Рим и Византија. Јужни Словени ово подручеје насељавају у 7. веку. Од 9. века до 1373. године област је била у саставу средњовековне Бугарске.
Крајем 14. века област Опаке је пала под власт Османлија, који владају облашћу 5 векова.
Године 1878. град је постао део савремене бугарске државе. Насеље постоје убрзо средиште окупљања за села у околини, са више јавних установа и трговиштем.

## Становништво
| 1985. | 1992. | 2001. |
| ----- | ----- | ----- |
| 3,893 | 3,614 | 3,181 |

По проценама из 2010. године. Опака је имала око 2.900 ст. Већина градског становништва су етнички Бугари, а мањина су Турци и Роми. Последњих деценија град губи становништво због удаљености од главних токова развоја у земљи.
Претежан вероисповест месног становништва је православље, а мањинска ислам.

## Галерија
- Здање општине Опака
- Градски дом културе
- основна школа у Опаци
- Градски трг